# Liste des stations de radio aux Pays-Bas
Cet article présente la liste des stations de radio émettant aux Pays-Bas.

## Radios nationales

### Publiques

#### Nederlandse Publieke Omroep(NPO)
- NPO Radio 1 : depuis 2014 ; Hilversum 2 de 1947 à 1985, Radio 1 de 1985 à 2014
- NPO Radio 2 : depuis 2014 ; Hilversum 1 de 1947 à 1985, Radio 2 de 1985 à 2014
- NPO 3FM : depuis 2014 ; Hilversum 3 de 1965 à 1985, Radio 3 de 1985 à 1994, Radio 3FM de 1994 à 2003, 3FM de 2003 à 2014
- NPO Radio 4 : depuis 2014 ; Hilversum 4 de 1975 à 1985, Radio 4 de 1985 à 2014
- NPO Radio 5 : depuis 2014 ; Hilversum 5 de 1983 à 1985, Radio 5 de 1985 à 2014
- NPO Radio 2 Soul & Jazz : depuis 2016 ; NPO Radio 6 de 2014 à 2016 ; Radio 6 Soul & Jazz de 2006 à 2014
- FunX : depuis 2002
- Radio Nederland Wereldomroep (Radio Pays-Bas internationale) : depuis 1927

### Privées

#### Het Financieele Dagblad
- BNR Nieuwsradio

#### De Persgroep
- Q-music

#### RadioCorp
- 100% NL
- Slam!

#### Talpa Radio
- Radio 10
- Radio 538
- Radio Veronica
- Sky Radio

#### Autres radios privées
- Arrow Classic Rock (en)
- Classic FM
- Groot Nieuws Radio (nl)
- KX Radio (nl)
- Radio Decibel (nl)
- Radio Maria (nl) (Radio Maria)
- Sublime FM

## Radios régionales

### Publiques
- L1 Radio (Limbourg) : depuis 1999
- Omroep Brabant (Brabant-Septentrional) : depuis 1976
- Omroep Flevoland (Flevoland) : depuis 1989
- Omroep Zeeland (Zélande) : depuis 1988
- Omrop Fryslân (Frise) : depuis 1988 ; Regionale Omroep Noord de 1946 à 1978, Radio Fyslân de 1978 à 1988 ; diffuse en frison
- Radio Drenthe : depuis 1989
- Radio Gelderland (Gueldre)
- Radio M Utrecht (Utrecht)
- Radio Noord (Groningue) : depuis 1978
- Radio Noord-Holland (Hollande-Septentrionale) : depuis 1989
- Radio Oost (Overijssel) : depuis 1988
- Radio Rijnmond (Hollande-Méridionale-Sud, Rotterdam-Rijnmond) : depuis 1983
- Radio West (Hollande-Méridionale-Nord, La Haye) : depuis 1987

### Privées
- Glow FM (nl) (Eindhoven) : depuis 2011 ; Plus FM de 2007 à 2011
- Qmusic Limburg (nl) (déclinaison limbourgeoise de Qmusic Pays-Bas) : depuis 2014
- Radio 8FM (nl) (Brabant-du-Nord) : depuis 1996
- Radio Continu (nl) (Frise, Groningue, Drenthe, Overijssel, Flevoland, Gueldre)
- Radio Decibel (nl) (Hollande-Méridionale, Hollande-Septentrionale) : depuis 2007
- RadioNL (en) (recevable dans toutes les provinces néerlandais en DAB+ ainsi que sur la bande FM, à part la province du Limbourg) : depuis 2005
- Sleutelstad FM (en) (Leyde) : depuis 2005
- Ujala Radio (nl) (Grand Amsterdam) : depuis 2002
- Waterstad FM (en) (Frise, Noordoostpolder) : depuis 2000
- Wild FM Hitradio (nl) (Hollande-Septentrionale) : depuis 2005

## Stations de radio disparues
- Radio Veronica : radio pirate de 1960 à 1974
- NPO Radio 1 Extra (nl) : radio publique du Nederlandse Publieke Omroep disparue en 2016 ; 24Nieuws de 2005 à 2014

## Webradios
- Q-Dance Radio
- Gabber.fm